# Edwin Summerhayes
Edwin Summerhayes (1868-1944) est un architecte et peintre australien, membre fondateur de l'Institut des architectes d'Australie occidentale et un major dans le 44e bataillon d'infanterie, servant en France de 1916 à 1917,.

## Biographie

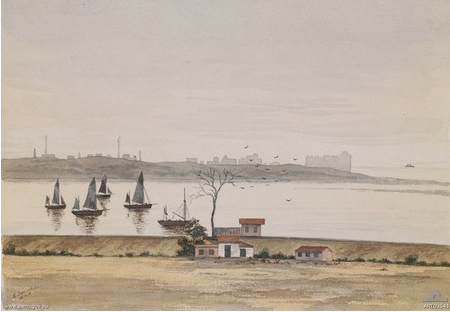
Tableau d'Edwin Summerhayes représentant Le Touquet-Paris-Plage vu du camp britannique d'Étaples

Edwin Summerhayes naît en 1868 à Greenwich, en Angleterre. Il fréquente le Christ College de Londres jusqu'à l'âge de 16 ans, lorsque sa famille déménage en Australie. Il est d'abord stagiaire à James Hill à Adélaïde, Australie-Méridionale, puis à William Pitt à Melbourne. Il arrive en Australie occidentale en 1894, lors de la ruée vers l'or, et créé un cabinet d'architecture à Coolgardie. Il épouse Florence May Camm à Victoria en 1896, mais retourne à Coolgardie en 1897, l'année de la naissance de leur fils Reginald, sa fille Dorothy naît en 1906.
Dans la ville de Coolgardie, il réalise des bâtiments tels que les bains turcs, la synagogue juive, l'église presbytérienne, le Mechanics Institute et le bâtiment d'exposition, mais se fait connaître pour ses conceptions de propriétés et de villas, construites dans l'ouest de l'Australie. Il conçoit également Kobeelya à Katanning et Rechabite Hall à Perth, son dernier bâtiment important.
Il est l'un des membres fondateurs de l'Institut des architectes d'Australie occidentale en 1896. Il est également franc-maçon, membre du conseil municipal de Claremont en 1904. 
Pendant la Première Guerre mondiale, il sert comme major dans les forces volontaires du 11e régiment d'infanterie en 1911, et dans le 44e bataillon d'infanterie, déployé en France de 1916 à 1917. Lors de sa présence au camp britannique d'Étaples, il réalise, en 1917, un tableau d'une vue du Touquet-Paris-Plage.
Il travaille avec l'architecte Harold Boas en 1912, chez « Oldham Boas Ednie Brown and Partners » ensuite, avec son fils jusqu'à sa retraite en 1934. 
Il meurt le 25 décembre 1944 et est inhumé au cimetière de Guildford.